# Associazione Sportiva Dilettantistica Foot-Ball Club Calangianus 1905
Maillots
L'Associazione Sportiva Dilettantistica Foot-Ball Club Calangianus 1905, plus couramment abrégé en ASD FBC Calangianus 1905, est un club italien de football fondé en 1905 et basé dans la ville de Calangianus, en Sardaigne.
Le club joue ses matchs à domicile au Stade Signora Chiara.
Le FBC Calangianus 1905, en plus d'être un des plus vieux clubs d'Italie et de Sardaigne, est connu pour être le club sarde à avoir disputé le plus de saisons de Serie D (D4 italienne), à savoir 39 entre 1955 et 2009.

## Histoire
Les premiers matchs de football connus en Sardaigne ont eu lieu à Calangianus à la fin du 19e siècle, entre des techniciens britanniques et des ouvriers appelés à construire la ligne de chemin de fer Monti-Tempio.
Le club est fondé en 1905 sous le nom de Società Sportiva Audax Calangianus (nom qu'il garde jusqu'en 1919).
Après la fin de la Première Guerre mondiale, il change de nom pour s'appeler l'Usla Calangianus (nom qu'il porte jusqu'en 1930).
Après la fin de la Seconde Guerre mondiale, le club change à nouveau de nom pour s'appeler le Società Sportiva Audax Calangianus (son ancien nom, qu'il garde jusqu'en 1949, année où il prend le nom d'US Calangianus 1905).
En 1963, le club parvient pour la première fois à se hisser en Serie C (D3 italienne).
C'est en 1979 que le club prend son actuel du FBC Calangianus 1905.

## Palmarès
| \| - Championnat d'Italie D4 (2) : - Champion : 1958-59 et 1959-60. - Vice-champion : 1995-96. - Championnat d'Italie D5 (2) : - Champion : 2001-02. \| \| - Championnat d'Italie D6 (Groupe B) (3) : - Champion : 1954-55, 1975-76 et 1978-79. \| |  |                                                                                      |
| - Championnat d'Italie D4 (2) : - Champion : 1958-59 et 1959-60. - Vice-champion : 1995-96. - Championnat d'Italie D5 (2) : - Champion : 2001-02.                                                                                                  |  | - Championnat d'Italie D6 (Groupe B) (3) : - Champion : 1954-55, 1975-76 et 1978-79. |

## Personnalités du club

### Présidents du club
- Roberto Goveani (? - 2003)
- Vittorio Lissia
- Paolino Cossu

### Entraîneurs du club
| - Di Francesco - Indro Cenci - Mario Villini (1961 - 1962) - Lorenzo Cappa (1968 - 1969) - Giorgio Canali (1971 - 1972) - Paolo Degortes | - Mario Castellazzi (1979 - 1980) - Sergio Bagatti (1986 - 1988) - Sergio Bagatti (1992 - 1994) - Mauro De Vecchis (1998 - 1999) - Mario Petrone (2001 - 2003) - Luca Rusani |

## Identité du club
L'hymne officiel du club, composé en 2002 par Marco Columbano, est intitulé « Giallorossi Alè Oh Oh ».